# Type C (escorteur)
Les escorteurs de Type C (également appelée Classe N° 1) est une classe d'escorteurs de la Marine impériale japonaise construite en fin de la Seconde Guerre mondiale. 
Les japonais appelaient ces navires Kaibōkan, « navires de défense maritime » (Kai = mer, océan, Bo = défense, Kan = navire), navire initialement conçu pour la protection de la pêche, le déminage et l'escorte de convois.

## Contexte
En 1943, l'État-major de la marine impériale japonaise (Gunreibu) a décidé la production massive de navires d'escorte en raison de la nécessité urgente de protéger les convois qui étaient sous attaque constante.
Le plan était de construire un navire d'escorte de base d'environ 800 tonnes, avec un design simple pour une construction facile.  Les premiers modèles, de "Type A" (classe Etorofu) et de "Type B" (classe Mikura), nécessitaient trop d'heures de travail pour la construction, une conception simplifiée est donc réalisée, comme pour la classe Ukuru, et sur un modèle réduit comme la classe Mikura, qui est devenu les "Type C" et "Type D".

## Conception
Le Département technique de la marine impériale japonaise (Kampon) a mis en construction cette grande série d'escorteurs en réduisant de 200 tonnes leur déplacement, en les propulsant avec des moteurs diesel de plus petite puissance et en réduisant leur armement anti-aérien. Seul est préservé leur armement de lutte anti-sous-marine.
L'emploi d'éléments préfabriqués permit un gain de temps autorisant une construction d'une durée de 3 à 4 mois.
Les navire de Type C et D ne reçurent pas de nom, mais seulement des numéros, avec les impairs pour le type C (d'où la "classe N° 1") et les pairs pour le Type D (d'où la "classe N° 2").

## Service
Les escorteurs de Type C ont été affectés aux divisions de destroyers et divisions d'escorteurs pour les opérations de défense des convois.  Dès 1944, la flotte des États-Unis, renforcée par l'offensice de ses sous-marins, détruit de nombreux navires de la flotte marchande japonaise  et de ses navires d'escorte 
Seulement 53 unités seront terminés sur les 300 prévus avant la fin de la guerre. 26 unités ont été coulées pendant la dernière année de guerre.